# TM-35M
TM-35M – sowiecka mina przeciwpancerna pochodząca z lat 30. Stosowana podczas II wojny światowej przez Armię Czerwoną.  W latach 40. i 50. używana także przez Wojsko Polskie.
Mina TM-35M miała prostokątny korpus z blachy stalowej zawierający 4,0 kg trotylu lanego. Mina uzbrajana była zapalnikiem naciskowym MW-5.